# Asphodelus aestivus
Asphodelus aestivus là một loài thực vật có hoa trong họ Thích diệp thụ. Loài này được Brot. miêu tả khoa học đầu tiên năm 1804.